# Francesco Pizzetti
Francesco Maria Pizzetti, detto Franco (Alessandria, 21 novembre 1946), è un giurista italiano.
È stato garante per la protezione dei dati personali dal 18 aprile 2005 al 18 giugno 2012.

## Biografia
È ordinario di Diritto costituzionale presso l'Università degli Studi di Torino dal 1980. Pizzetti ha insegnato per 8 anni all'Università degli Studi di Urbino ed è stato pro-rettore dell'Università di Torino dal 1984 al 1987. In ambito amministrativo, è stato membro del consiglio di presidenza della Giustizia Amministrativa e Direttore della Scuola nazionale dell'amministrazione. Insegna Diritto costituzionale e Diritto della tutela dei dati personali presso la Libera università internazionale degli studi sociali Guido Carli (Luiss) di Roma. Nel 2014 è stato coinvolto come indagato dalla procura di Bari nella vicenda all'italiana dei concorsi universitari truccati, per presunte pressioni fatte onde ottenere una cattedra per suo figlio Federico Gustavo, oggi professore ordinario. È stato da ultimo Capo di Gabinetto del Ministro degli Affari Regionali Enrico Costa, decadendo al momento delle sue dimissioni.

## In politica
Si è occupato di riforme istituzionali, diritto regionale e ordinamenti federativi, diventando consigliere costituzionale del presidente del consiglio Giovanni Goria nel 1987 e del presidente del consiglio Romano Prodi, suo referente politico, dal 1996 al 1998. Ha contribuito a varare le cosiddette leggi Bassanini, del cui Ministro è stato consigliere giuridico. Dal 1990 al 1991 è stato vicesindaco di Torino nella giunta del liberale Valerio Zanone.

## Nella cultura di massa
Elio e le Storie Tese lo hanno menzionato in un verso ("chi sia il nuovo garante nessuno lo sa / Pizzetti ma chi è?") del loro brano inedito intitolato "Rodotà", dedicato a Stefano Rodotà, una parodia di "Riderà" di Little Tony, cantato nella puntata di Parla con me dell'11 maggio 2010 su Rai 3.

## Bibliografia

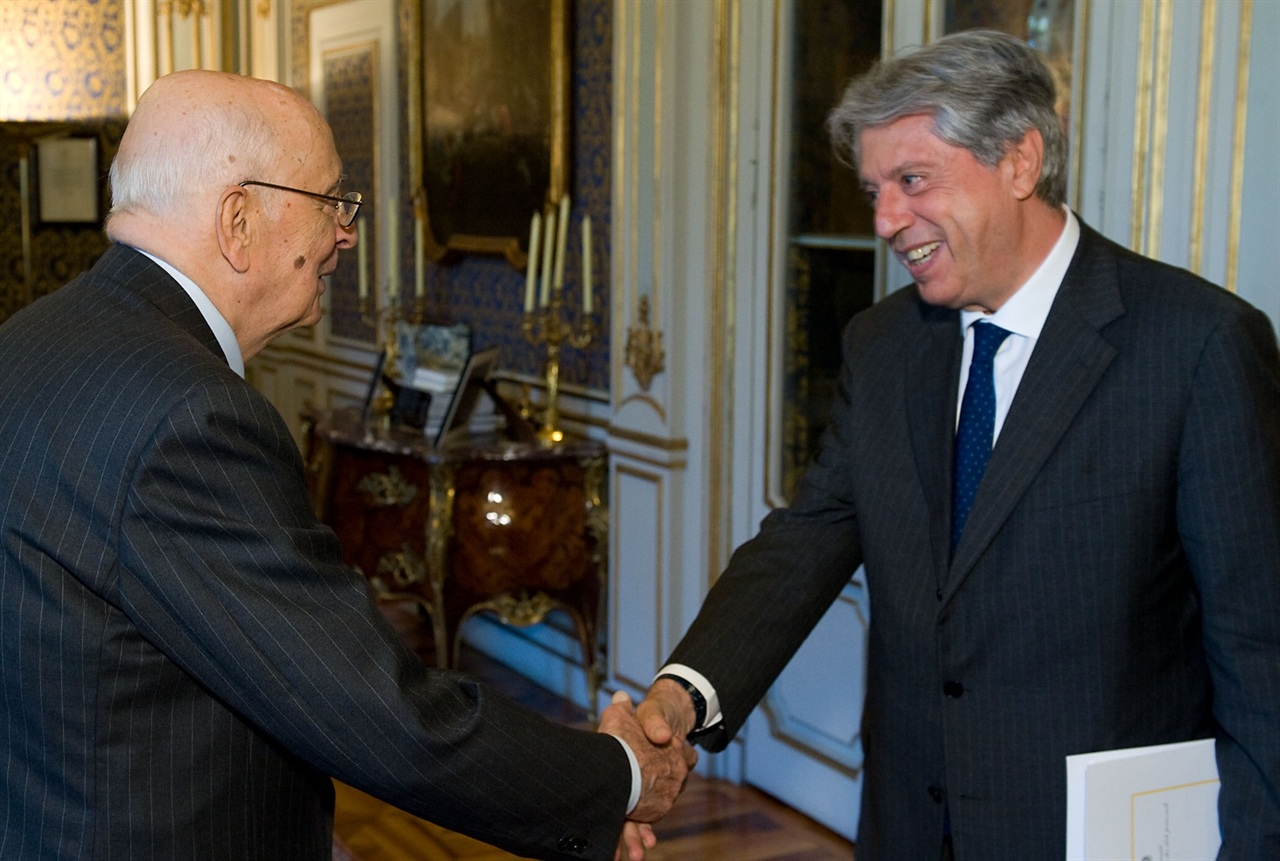
Il Presidente della Repubblica Giorgio Napolitano a colloquio con Francesco Pizzetti (2011)